# Fierzë (Elbasan)
Fierzë è una frazione del comune di Belsh in Albania (prefettura di Elbasan).
Fino alla riforma amministrativa del 2015 era comune autonomo, dopo la riforma è stato accorpato, insieme agli ex-comuni di Grekan, Kajan e Rrasë  a costituire la municipalità di Belsh.

## Località
Il comune è formato dall'insieme delle seguenti località:
- Fierze
- Hardhi
- Cerrage
- Kosov